# Лист половця Івана Смери до великого князя Володимира Святого
Лист половця Івана Смери до великого князя Володимира Святого — підроблений документ, виданий за послання часів хрещення Русі Володимира Святославича, фактично складений у XVI столітті в протестантському середовищі Великого князівства Литовського. Цей характерний XVI століття приклад публіцистики у вигляді історичної легенди-утопії активно використовувався антитринітаріями. До наших днів дійшов лише латинський переклад з польської, але дослідники вважають, що у листа був східнослов'янський (руською мовою) оригінал. У 1677 році Венедикт Вишуватий переклав лист з польської мови латинською. У латинському перекладі Вишоватого лист видав Христофор Сандіус , один із послідовників і письменників соцініанської спільноти, на додаток до свого твору: «Nucleus historiae ecclesiasticae» (1668 і 1676). Згодом «Лист» увійшов до 151-го тома Латинської патрології.
У СРСР підробка нерідко цитувалася як джерело з історії медицини в Стародавній Русі та/або як свідчення відкриття руссю друкарства у X столітті; Згадки про Івана Смеру як про реального персонажа зустрічаються і в сучасній літературі з цих дисциплін.

## Персонаж
За документом, Іван Смера був придворним лікарем і ритором князя Володимира, родом із половців. Володимир, ще будучи язичником, нібито відправив Смеру до Константинополя і далі для дослідження християнської віри. Після довгої і важкої подорожі Смера досяг Олександрії, прийняв там християнство і не став повертатися до Києва, а надіслав листа до Володимира.
За Іваном Малишевським, ім'я (Іван, або Іванець, Смера Половець) було дано фальсифікатором, при цьому ім'я Івана використано як найпопулярніше у русинів, а зменшувальне Іванець наслідує зменшувальні імена. Етнонім «половець» узятий без перевірки часу появи цієї назви за літописами (фактично лише у XI столітті). Прозвання Смера, за словами Малишевського, «підходить послу, як особі інородницького походження», але водночас «відкликається єврейським походженням», співчуття якому природно в авторі листа, як антитринітарія з напівжидівства. «Професією лікаря та ритора дається натяк на більшу в порівнянні з іншими розумність цього посла».

## Сюжет
За посланням, «цар» Володимир послав Смеру «в країни грецькі для вивчення віри та вдач» (дослідники відзначають явні паралелі з літописним сюжетом про вибір віри). Описуючи «знамениту імперію Грецьку», Смера зазначає «божниці, побудовані розкішно, і людей, звичаями схожих на аспідів і василесків», але повідомляє, що бачив він і «немало молитовних будинків християнських, в яких немає жодних ідолів, а лише столи та лави». У другій групі храмів (описаних подібно до майбутніх соцініанських молитовних будинків) моляться «чесні і благочестиві люди», переслідувані греками.
|  | Але я знаю, що останнє покоління блискуче звільнить себе від усього цього... Загинуть пихаті греки у вічному вогні, та й ті, що прийняли їхні звичаї, є також безчесними, безславними, брехунами, гідними відрази. Сказано мені, царе, пане мій, що ти і твій рід будете такими самими... Тож останнє покоління цих людей засудить їх... Отож, царе, не маєш ти приймати звичаїв і віри грецької (і римської). Якщо ж ти приймеш її, то я ніколи до тебе не повернуся, але тут засну смертю і буду чекати суду Сина Божого. Писав я це залізними літерами, вирізавши на дванадцяти мідних дошках, у єгипетській Александрії 5587 року, Фараона 1179 року, царювання славного Олександра в рік п'ятий, індикту 1, Місяця 7, ід 14. Це тобі вірно оголошую лікар і ритор твій Іванець Смера Половлянин. |

За вказівкою Сандія, лист Смери писаний «болгарською мовою згідно з давнім руським вченням», але як зразок наведений нечитаний набір грецьких літер.

## Реакції дослідників
Вперше «лист Смери» було згадано в російській науці Михайлом Ломоносовим у його «Стародавній Російській історії» (за латинським текстом Вишоватого; написано в 1754—1758, опубліковано посмертно в 1766). Ломоносов припускав, що у цьому тексті йдеться про «коптичну брехню».
Микола Карамзін у примітках до «Історії держави Російської» згадує про цей лист після розповіді про хрещення Володимира. Передавши зміст листа, Карамзін цитує рукописний твір Шпренгеля : «Über eine dunkle Stelle in der Russischen Geschichte», в якому висловлено припущення, що якщо лист Смери справжній, то єгипетські богослови або християни, яких він так хвалить Володимиру бути відомими сектантами павлікіанами, вигнаними з візантійської імперії і знайшов притулок у Єгипті. Справжність листа допускалася і протоієреєм Петром Алексєєвим.
Однак, насправді про справжність листа не може бути й мови, як зауважив Карамзін. Вказавши в ньому ознаки підробки (дивне датування, що змішує кілька систем літочислення і не відповідає реальному часу правління Володимира, «болгарські літери з давнього руського вчення», анахронізм із згадкою половців, християнське ім'я Смери «Іванець», хоча на Русі він був ще язичником, він робить висновок: «Не будемо дурнішими за дурних невігласів, які хочуть обманювати нас подібними вигадками. Автор листа, знавши про Володимира з Тітмара, Міховського, Кромера, хотів посварити греків: ось джерело вигадки!» . «Лист» докладно аналізує, також із загальним скептичним висновком, та Євгеній (Болховітінов).
За дослідженням проф. Івана Малишевського, автором листа був Козьма (Андрій) Колодинський, литвин із Вітебська, спочатку диякон у православній церкві, потім однодумець феодосіан -антитринітаріїв, який за їх дорученням у 1563—1564 роках проповідував у Вітебську. Близько 1567 він опинився в Перемишльській і Сандомирській областях, де, ймовірно, намагався проповідувати протестантське вчення серед сусідніх русинів. Зазнавши невдачі, він закінчив свою кар'єру простим слугою пана Собека. У напрямку він належав до партії крайніх або напівжидовських антитринітаріїв. Лист був написаний 1567 року руською мовою («простою мовою») у Спасо-Самбірському монастирі в Галичині і призначався для тих русинських областей, де проповідував Андрій. Тоді ж лист був перекладений польською мовою. Основою для підробки служило літописне оповідь про посольство Володимира для випробування вір, наслідком якого була перевага грецької віри всім іншим. Як антитринітарій зі східних слов'ян і, без сумніву, людина книжкова, Козьма-Андрій написав свою приставку до літописної оповіді з метою змінити її ідею і спрямувати свою вигадку проти тієї «грецької віри», яку, за оповіддю, одноголосно вихваляли посли Володимира.
Яків Лур'є проводить паралелі зі «Сказанням про князів Володимирських».

## Використання антитринітаріями
Підроблений лист Смери мав важливе значення для антитринітаріанських письменників. Нібито показуючи існування антитринітаріїв у X столітті, воно заповнювало прогалину в історії цієї спільноти на просторі цілих століть, від часів Арія та Нікейського собору до XVI століття. Аналогія, яку антитринітарії знаходили між власною долею і долею антитринітаріїв у X столітті, слугувала їм виправданням в очах своїх і чужих. Нападки і скарги листа на греків та їхніх послідовників переносилися, у свідомості польських антитринітаріїв, на римську церкву. Будучи виробом антитринітарія з русинів, лист Смери був більш придатним для інтересів секти в руках польських антитринітаріїв, і тому ними збережений і виданий.

## Використання підробки в історіографії як справжнього джерела

### Історія друкарства
Вказівка в листі на те, що автор писав його «залізними літерами, вирізавши на дванадцяти мідних дошках» деякі автори розглядали послання як справжнє свідоцтво про руське книгодрукування вже в X столітті — задовго до загальновизнаної дати появи друкарства як в Китаї, так і в Європі. Окремі згадки «листи Смери» в цьому контексті відносяться до дореволюційного часу і до 1920-1930-х років. У 1949—1950 роках на хвилі боротьби з космополітизмом молоді літератор Лев Теплов і історик книги Євгеній Немировський популяризували «пріоритет» Смери (іноді він в цих статтях називався Смером або Смердом, що відповідало «класовій» ідеології) як основоположника друкарства, публікаціями в газетах «сталінський друкар», «Поліграфічне виробництво» і «Літературна газета». У пресі виступив також мистецтвознавець та історик російської книги Олексій Сидоров. Дуже швидко ця розповідь, поряд з іншими сюжетами про «російські пріоритети» в науці і техніці, потрапив і в педагогічну літературу. Після смерті Сталіна цей сюжет став експлуатуватися рідше, причому Немировський так чи інакше згадував Смера / Смерда і в своїх подальших книгах з історії друкарства, хоча іноді і з застереженнями щодо його «напівлегендарності».

### Історія медицини
Статус вигаданої постаті Івана Смери як «лікаря св. Володимира» сприяв і її згадкам у роботах з історії російської медицини вже з 1930-х років. Особливо активно Смера-лікар став, як і Смера-першодрукар, пропагуватися з часів боротьби з космополітизмом, потрапивши, зокрема, до удостоєної Сталінської премії книги Віктора Данилевського «Російська техніка», поряд з іншими фантастичними персонажами типу Крякутного.
|  | Ясність і тверезість розуму народу позначилися і у власному досвіді, і у використанні досвіду іноземних практиків у справі приготування лікарських речовин. Саме це показує праця половчанина Івана Смери при київському великому князеві Володимирі. |

Надалі Смер(а) згадується у низці реальних чи настільки ж фантастичних давньоруських лікарів у низці книжок з історії медицини й у художній літературі («Коли впав Херсонес» Антоніна Ладинського, «Етюди про природу» Володимира Солоухіна).

## Публікації
- Ch. Sandii. Nucleus historiae ecclesiasticae: Appendix. Amstelodami, 1675, p. 61—65; Andreae Wengerscii libri quatuor Slavonicae reformatae. Amstelodami, 1679, с. 499—502.
- Малышевский Ив. Подложное письмо половца Ивана Смеры к великому князю Владимиру святому // Труды Киевской духовной академии, 1876, т. 2, с. 472—553; т. 3, с. 141—233.